# Vuilbrief
Een vuilbrief was een bewijs van ziekte, doorgaans melaatsheid, dat verkregen werd na een onderzoek door een dokter in een daartoe aangewezen voorziening, vaak een leprozerie. Dergelijke bewijzen werden in de middeleeuwen verstrekt en gaven de zieke bepaalde rechten, zoals het verblijf in een plaatselijke leprozerie, of het recht om te mogen bedelen. In het graafschap Holland en Zeeland werden vuilbrieven na aanwijzing daartoe in 1413 door Willem VI uitsluitend verstrekt door de leprozerie in Haarlem (later werd dit verbouwd tot wat nu Het Dolhuys heet). Voor de zieken betekende dit meestal een voetreis van vele tientallen kilometers. In Haarlem kregen ze, wanneer ze ziek waren bevonden, naast de vuilbrief ook een klepper om anderen te waarschuwen voor hun aanwezigheid. De vuilbrieven werden tot 1797 uitgegeven.